# Bridgestone Anchor/Saison 2010
Dieser Artikel listet Erfolge und Mannschaft des Radsportteams Bridgestone Anchor in der Saison 2010 auf.

## Erfolge in den Continental Circuits
In den Rennen des UCI Continental Circuits gelangen dem Team nachstehende Erfolge.
| Datum             | Rennen                           | Kat. | Fahrer           |
| ----------------- | -------------------------------- | ---- | ---------------- |
| 15. März          | 2. Etappe Tour de Taiwan         | 2.2  | Miyataka Shimizu |
| 16. Juli          | 7. Etappe Tour de Martinique     | 2.2  | Miyataka Shimizu |
| 10.–18. Juli      | Gesamtwertung Tour de Martinique | 2.2  | Miyataka Shimizu |
| 18. September     | 2. Etappe Tour de Hokkaidō       | 2.2  | Miyataka Shimizu |
| 16.–20. September | Gesamtwertung Tour de Hokkaidō   | 2.2  | Miyataka Shimizu |

## Zugänge – Abgänge
| Zugänge           | Team 2009                        | Abgänge          | Team 2010         |
| ----------------- | -------------------------------- | ---------------- | ----------------- |
| Yoshiyuki Shimizu | Blitzen Utsunomiya Pro Racing    | Shinpei Fukuda   | Aisan Racing Team |
| Miyataka Shimizu  | EQA-Meitan Hompo-Graphite Design | Yoshiaki Shimada | Unbekannt         |
| Tomoya Kano       | Shimano Racing Team              |                  |                   |
| Mitsunobu Kawano  | Neoprofi                         |                  |                   |
| Kyousuke Machida  | Neoprofi                         |                  |                   |
| Hiroyuki Okada    | Neoprofi                         |                  |                   |

## Mannschaft
| Name                 | Geburtstag           | Nationalität |              |
| -------------------- | -------------------- | ------------ | ------------ |
| Shō Aikawa           | 2. Mai 1986          | Japan        |              |
| Masaru Fukuhara      | 15. Oktober 1981     | Japan        |              |
| Makoto Iijima        | 12. Februar 1971     | Japan        |              |
| Kenji Itami          | 15. September 1988   | Japan        |              |
| Tomoya Kano          | 14. Juli 1973        | Japan        |              |
| Mitsunobu Kawano     | 29. Juli 1984        | Japan        |              |
| Kyousuke Machida     | 11. März 1985        | Japan        |              |
| Mitsunari Mitaki     | 9. Juni 1984         | Japan        |              |
| Hiroyuki Okada       | 1. Januar 1984       | Japan        |              |
| Takahiro Sakaino     | 6. April 1983        | Japan        |              |
| Miyataka Shimizu     | 23. November 1981    | Japan        |              |
| Yoshiyuki Shimizu    | 1. Dezember 1982     | Japan        |              |
| Masamichi Yamamoto   | 4. August 1978       | Japan        |              |
| Stagiaires           | Stagiaires           | Nationalität | Nationalität |
| Christopher De Souza | Christopher De Souza | Frankreich   |              |
| Yoann Michaud        | Yoann Michaud        | Frankreich   |              |